# Mark Sherringham
Mark Sherringham est un philosophe et haut fonctionnaire français, né en 1955. Anciennement doyen de l'Inspection générale de l'éducation nationale de philosophie, il est président du Conseil supérieur des programmes depuis le 4 février 2022, succédant à Souâd Ayada.

## Biographie

### Jeunesse et formation
Mark Sherringham naît en 1955. Il est élève à l'École normale supérieure de la rue d'Ulm, de 1975 à 1979.

### Carrière dans la formation et l'enseignement
Admis en 1978 au CAPES et en 1979 à l'agrégation de philosophie, il devient professeur agrégé de philosophie en septembre 1979. Il commence sa carrière d'enseignant à l'École normale de Sélestat en 1981. Il obtient un doctorat de philosophie en 1991, avec une thèse sur Les trois paradigmes de la philosophie esthétique, dirigée par l'historien de la philosophie Lucien Braun à l'université de Strasbourg. De 1993 à 2004, il est maître de conférences de philosophie à l'Institut universitaire de formation des maîtres (IUFM) de l'Académie de Strasbourg, en Alsace,,. Il en devient directeur adjoint en  1993, puis directeur, en 2001.
En 2005, il est nommé inspecteur général de l'éducation nationale,. Il succède en 2009 au philosophe Jean-Louis Poirier comme doyen du groupe de philosophie, avant de céder la place à Paul Mathias en 2011, quand il est détaché pour cinq ans dans le service culturel de l'ambassade de France aux États-Unis d'Amériqueoù il pilote le réseau des établissements français en Amérique du Nord (États-Unis et Canada).

### Conseiller dans les instances du gouvernement français
En 1980, Mark Sherringham est nommé en tant que conseiller au cabinet du premier ministre Raymond Barre,,,.
En 2004 et 2005, il est conseiller pédagogique auprès du ministre de l'éducation nationale de l'enseignement supérieur et de la recherche François Fillon, puis, de 2007 à 2009, auprès de Xavier Darcos au ministère de l'Éducation Nationale,,,. Il participe à l’élaboration de la loi pour l’avenir de l’Ecole d’avril 2005 qui institue notamment le principe de la liberté pédagogique et l’intégration des IUFM dans les universités. En 2008, il conduit notamment la réforme des IUFM, ainsi que  le changement des programmes scolaires de l'école primaire.

### Autres activités et engagements
Entre 1989 et 1998, Mark Sherringham est président du Conseil de la faculté de théologie réformée d'Aix-en-Provence.

## Prises de position et polémiques
Il prend notamment position en 2009 pour « réintroduire le christianisme dans le débat éducatif »,,,. Mark Sherringham indique en 2022 à l'hebdomadaire L'Express que les propos d'alors reprenaient d'autres tenus lors de colloques universitaires entre 2001 et 2004, relativement au rapport L'enseignement du fait religieux à l'école de la République du philosophe Régis Debray.
Les journalistes Jacques Duplessy et Anna Erelle indiquent dans l'ouvrage L’école hors de la République — paru aux éditions Robert Laffont en 2021 — que Mark Sherringham intervient en juillet 2020 afin que les élèves de trois écoles privées bretonnes de confession catholique, chapeautées par la Fondation pour l'école obtiennent un baccalauréat que le Rectorat d'académie leur refusait en raison d'un « dossier de contrôle continu incomplet »,,. Mark Sherringham indique que « ces affirmations sont fausses ».
La nomination au Conseil supérieur des programmes suscite en février 2022 un certain nombre de critiques liées à ces prises de position concernant le rapport de l'école à la religion,,,,.

## Publications
- Introduction à la philosophie esthétique, éditions Payot et Rivages, Paris, 1992[16].
- « Christianisme et éducation »[3], dans Commentaires, XCVI, 2001, p. 837-844.
- « Mark Sherringham : "Réintroduire le christianisme dans le débat éducatif », dans Famille chrétienne, article publié le 29 décembre 2009 puis mis à jour le 10 février 2022[lire en ligne (page consultée le 2022-02-18)][3].